# Jax Jones
Timucin Lam, művésznevén Jax Jones (London, Egyesült Királyság, 1987. július 25. –) angol lemezlovas, zenei producer és dalszerző. Legnagyobb slágere a 2016-os You Don't Know Me című dal, melyet Raye-vel közösen készítettek, és amely az Egyesült Királyság kislemezlistáján a 3. helyig jutott. A következő sláger az Instruction címet viselte, melyet Demi Lovatoval és Stefflon Donnal együtt készített el.

## Gyermekkora
Szülei pedagógusok voltak. Jax egy többnemzetiségű családban nőtt fel. Apja török származású, de ő maga malajziai származásúnak is mondja magát. Nigériai mostohaapja bevezette a zene világába, valamint anyja is többfajta stílusú zenét hallhatott Kylie Minogue-tól Luther Vandrossig. Klasszikus gitárt tanult fiatal kora óta, majd felfedezte barátján keresztül a Cubaset.

## Zenei karrierje

### Kezdetek
Jax karrierje elején kis londoni klubokban kezdett el játszani, majd találkozott Rippermannel, aki a Brixtoni Raw Materials Stúdió producere volt. A szülei arra ösztönözték a fiukat, hogy járjon 18 éves koráig egyetemre. Végül Jax minden nap több órát utazott, hogy eljusson abba a stúdióba, ahol kedvére gyakorolhatta mesterségét. Később Sydenhamben stúdiót bérelt, és naponta képezte magát bérelt stúdiójában.

## Diszkográfia

### Saját dalok
| Cím                                                                   | Év   | Legmagasabb slágerlistás helyezés | Legmagasabb slágerlistás helyezés | Legmagasabb slágerlistás helyezés | Legmagasabb slágerlistás helyezés | Legmagasabb slágerlistás helyezés | Legmagasabb slágerlistás helyezés | Legmagasabb slágerlistás helyezés | Legmagasabb slágerlistás helyezés | Legmagasabb slágerlistás helyezés | Legmagasabb slágerlistás helyezés | Díjak, jelölések                                                                             | Album         |
| Cím                                                                   | Év   | UK                                | AUS                               | AUT                               | BEL (Fl)                          | GER                               | IRE                               | ITA                               | SCO                               | SWE                               | SWI                               | Díjak, jelölések                                                                             | Album         |
| --------------------------------------------------------------------- | ---- | --------------------------------- | --------------------------------- | --------------------------------- | --------------------------------- | --------------------------------- | --------------------------------- | --------------------------------- | --------------------------------- | --------------------------------- | --------------------------------- | -------------------------------------------------------------------------------------------- | ------------- |
| "Go Deep"                                                             | 2013 | —                                 | —                                 | —                                 | —                                 | —                                 | —                                 | —                                 | —                                 | —                                 | —                                 |                                                                                              | Nem album dal |
| "Yeah Yeah Yeah"                                                      | 2015 | —                                 | —                                 | —                                 | —                                 | —                                 | —                                 | —                                 | —                                 | —                                 | —                                 |                                                                                              | Nem album dal |
| "House Work" (featuring Mike Dunn and MNEK)                           | 2016 | 85                                | —                                 | —                                 | —                                 | —                                 | 92                                | —                                 | 60                                | —                                 | —                                 | - BPI: Ezüst                                                                                 | Nem album dal |
| "You Don't Know Me" (featuring Raye)                                  | 2016 | 3                                 | 12                                | 7                                 | 2                                 | 3                                 | 3                                 | 9                                 | 3                                 | 6                                 | 5                                 | - BPI: 2× Platina - ARIA: 2× Platinua - BEA: 2× Platina - FIMI: 3× Platina - IFPI DEN: Arany | Nem album dal |
| "Instruction" (featuring Demi Lovato and Stefflon Don)                | 2017 | 13                                | 72                                | 66                                | 37                                | 31                                | 32                                | —                                 | 10                                | 94                                | —                                 | - BPI: Arany - BVMI: Arany - FIMI: Arany                                                     | Nem album dal |
| "Breathe" (featuring Ina Wroldsen)                                    | 2017 | 7                                 | —                                 | 14                                | 14                                | 15                                | 4                                 | —                                 | 5                                 | —                                 | 13                                | - BPI: Platina - BEA: Arany                                                                  | Nem album dal |
| "Ring Ring" (featuring Mabel & Rich the Kid)                          | 2018 | 12                                | —                                 | —                                 | —                                 | —                                 | —                                 | —                                 | 9                                 | —                                 |                                   | - BPI: Ezüst                                                                                 | Nem album dal |
| "—" nem volt slágerlistás helyezés, vagy nem jelent meg az országban. |      |                                   |                                   |                                   |                                   |                                   |                                   |                                   |                                   |                                   |                                   |                                                                                              |               |

### Közreműködő előadóként
| Cím                                         | Év   | Legmagasabb slágerlistás helyezés | Legmagasabb slágerlistás helyezés | Legmagasabb slágerlistás helyezés | Legmagasabb slágerlistás helyezés | Legmagasabb slágerlistás helyezés | Legmagasabb slágerlistás helyezés | Legmagasabb slágerlistás helyezés | Legmagasabb slágerlistás helyezés | Legmagasabb slágerlistás helyezés | Legmagasabb slágerlistás helyezés | Díjak, jelölések                                                 | Album |
| Cím                                         | Év   | UK                                | AUS                               | AUT                               | BEL (Fl)                          | DEN                               | FRA                               | GER                               | IRE                               | NZ                                | SWI                               | Díjak, jelölések                                                 | Album |
| ------------------------------------------- | ---- | --------------------------------- | --------------------------------- | --------------------------------- | --------------------------------- | --------------------------------- | --------------------------------- | --------------------------------- | --------------------------------- | --------------------------------- | --------------------------------- | ---------------------------------------------------------------- | ----- |
| "I Got U" (Duke Dumont featuring Jax Jones) | 2014 | 1                                 | 17                                | 19                                | 14                                | 36                                | 35                                | 22                                | 1                                 | 29                                | 23                                | - BPI: Platina - ARIA: Platina - FIMI: Platina - IFPI DEN: Arany | EP1   |

### Társszerzőként, dalszerzőként
| Cím                                     | Év   | Előadó(k)     | Album                         | Információ          |
| --------------------------------------- | ---- | ------------- | ----------------------------- | ------------------- |
| "Dumb"                                  | 2013 | Tich          | What I'm Meant to Say         | Társszerző producer |
| "Can We Dance"                          | 2013 | The Vamps     | Meet the Vamps                | Társszerző          |
| "Won’t Look Back"                       | 2014 | Duke Dumont   | EP1                           | Társszerző producer |
| "Ocean Drive"                           | 2015 | Duke Dumont   | Blasé Boys Club Part 1        | Társszerző          |
| "The Valley"                            | 2016 | Clare Maguire | Stranger Things Have Happened | Társszerző          |
| "Text from Your Ex" (featuring Tinashe) | 2017 | Tinie Tempah  | Youth                         | Társszerző producer |

### Remixek
| Cím                                               | Év   | Előadó(k)      |
| ------------------------------------------------- | ---- | -------------- |
| "Won’t Look Back"                                 | 2014 | Duke Dumont    |
| "If You Wait"                                     | 2014 | London Grammar |
| "Ready for the Good Life"                         | 2014 | Paloma Faith   |
| "Talking Body"                                    | 2015 | Tove Lo        |
| "Shine"                                           | 2015 | Years & Years  |
| "Impossible"                                      | 2015 | Lion Babe      |
| "On My Mind"                                      | 2015 | Ellie Goulding |
| "WTF (Where They From)"                           | 2016 | Missy Elliott  |
| "House Work" (Carnival VIP)                       | 2016 | Jax Jones      |
| "After the Afterparty"                            | 2016 | Charli XCX     |
| "Say A Prayer" (featuring Chaka Khan and Popcaan) | 2017 | TIEKS          |